# Gonocarpus incanus
Gonocarpus incanus là một loài thực vật có hoa trong họ Haloragaceae. Loài này được (A.Cunn.) Orchard miêu tả khoa học đầu tiên năm 1975.